# Milà-Sanremo 2018
La Milà-Sanremo 2018, 109a edició de la Milà-Sanremo, es disputà el dissabte 17 de març de 2018 sobre un recorregut de 294 km, en el que va ser la vuitena prova de l'UCI World Tour 2018.
La victòria fou per a Vincenzo Nibali (Bahrain-Merida), que s'imposà en solitari a l'arribada de Sanremo. Aquesta fou la primera victòria italiana des que el 2006 guanyà Filippo Pozzato. Nibali atacà al Poggio di Sanremo, obtenint uns metres suficients que li van permetre guanyar la La Classicissima per primera vegada. Caleb Ewan (Mitchelton-Scott) va guanyar l'esprint del gran grup, mentre Arnaud Démare (FDJ) fou tercer.

## Recorregut
La Milà-Sanremo és la cursa professional més llarga del calendari ciclista i el 2018 tindrà una llargada de 294 quilòmetres. La cursa comença a la ciutat de Milà, a la Via della Chiesa Rossa. Des de Milà, la primera part de la cursa és majoritàriament plana, tot passant per les províncies de Milà, Pavia i Alessandria. No hi ha cap ascensió significativa en els primers 100 quilòmetres de recorregut. En entrar a la província de Gènova els ciclistes han d'afrontar l'ascensió al Passo del Turchino, una llarga i suau ascensió sense cap dificultat destacable. El descens però, és molt regirat i és important que els ciclistes es mantinguin a la part davantera del grup. Els següents 80 quilòmetres tornen a ser majoritàriament plans. En aquesta part de la cursa, a la província de Savona, els ciclistes seguiran la costa mediterrània.
La part més complicada de la cursa comença al voltant del quilòmetre 240 de cursa, quan la cursa entra a la província d'Imperia. Els ciclistes hauran de superar una sèrie d'ascensions conegudes com a Capi: el Capo Mele, el Capo Cerva i el Capo Berta. Després d'aquestes ascensions queden menys de 40 quilòmetres per a la fi de la cursa. Un curt tram pla es troba abans de l'ascensió a la Cipressa, una ascensió de 5,6 quilòmetres de llargada, amb una mitjana del 4,1%. El cim es corona a manca de 21,5 quilòmetres per l'arribada. Nou quilòmetres plans conduiran a la darrera ascensió de la cursa és el Poggio, amb 3,7 quilòmetres de pujada a una mitjana del 3,7% i rampes màximes del 8%. El cim es troba a tan sols 5,5 quilòmetres de l'arribada. El descens és molt tècnic, amb passos estrets i corbes tancades. En finalitzar el descens sols manquen 2,3 quilòmetres per l'arribada, amb una recta final de 750 metres.

## Equips participants
En la cursa hi prendran part 25 equips, per un total de 175 corredors. A la presència obligatòria dels 18 equips UCI WorldTeams, s'hi afegiran set equips convidats de categoria professional continental, que varen ser comunicats el gener de 2018 per l'RCS Sport.
| WorldTeams (18)- AG2R La Mondiale - Astana - Bahrain-Merida - BMC Racing Team - Bora-Hansgrohe - Dimension Data - EF Education First-Drapac p/b Cannondale - Groupama-FDJ - Katusha-Alpecin - Lotto NL-Jumbo - Lotto Soudal - Mitchelton-Scott - Movistar Team - Quick-Step Floors - Sky - Team Sunweb - Trek-Segafredo - UAE Team Emirates Equips continentals professionals (7)- Bardiani CSF - Cofidis, Solutions Crédits - Gazprom-RusVelo - Israel Cycling Academy - Nippo-Vini Fantini-Europa Ovini - Team Novo Nordisk - Wilier Triestina-Selle Italia |
| |

## Classificació final
| \| Classificació general \| Classificació general \| Classificació general \| Classificació general \| Classificació general \| \| Corredor \| Corredor \| Equip \| Temps \| \| \| --------------------- \| ------------------------------- \| ------------------------------- \| --------------------- \| --------------------- \| \| 1r \| Vincenzo Nibali \| Bahrain-Merida \| 7h 18' 43" \| \| \| 2n \| Caleb Ewan \| Mitchelton-Scott \| + 0" \| \| \| 3r \| Arnaud Démare \| Groupama-FDJ \| + 0" \| \| \| 4t \| Alexander Kristoff \| UAE Team Emirates \| + 0" \| \| \| 5è \| Jürgen Roelandts \| BMC Racing Team \| + 0" \| \| \| 6è \| Peter Sagan \| Bora-Hansgrohe \| + 0" \| \| \| 7è \| Michael Matthews \| Team Sunweb \| + 0" \| \| \| 8è \| Magnus Cort Nielsen \| Astana \| + 0" \| \| \| 9è \| Sonny Colbrelli \| Bahrain-Merida \| + 0" \| \| \| 10è \| Jasper Stuyven \| Trek-Segafredo \| + 0" \| \| \| 11è \| Michał Kwiatkowski \| Team Sky \| + 0" \| \| \| 12è \| Matti Breschel \| EF Education First-Drapac \| + 0" \| \| \| 13è \| Christophe Laporte \| Cofidis, Solutions Crédits \| + 0" \| \| \| 14è \| Sacha Modolo \| EF Education First-Drapac \| + 0" \| \| \| 15è \| Marco Canola \| Nippo-Vini Fantini-Europa Ovini \| + 0" \| \| \| 16è \| Edvald Boasson Hagen \| Dimension Data \| + 0" \| \| \| 17è \| Greg Van Avermaet \| BMC Racing Team \| + 0" \| \| \| 18è \| Nathan Haas \| Katusha-Alpecin \| + 0" \| \| \| 19è \| Elia Viviani \| Quick-Step Floors \| + 0" \| \| \| 20è \| Maximiliano Richeze Araquistain \| Quick-Step Floors \| + 4" \| \| |                                 |                                 |            |
| |                                 |                                 |            |
| Font: ProCyclingStats |                                 |                                 |            |
| Classificació general |                                 |                                 |            |
| Corredor | Corredor                        | Equip                           | Temps      |
| 1r | Vincenzo Nibali                 | Bahrain-Merida                  | 7h 18' 43" |
| 2n | Caleb Ewan                      | Mitchelton-Scott                | + 0"       |
| 3r | Arnaud Démare                   | Groupama-FDJ                    | + 0"       |
| 4t | Alexander Kristoff              | UAE Team Emirates               | + 0"       |
| 5è | Jürgen Roelandts                | BMC Racing Team                 | + 0"       |
| 6è | Peter Sagan                     | Bora-Hansgrohe                  | + 0"       |
| 7è | Michael Matthews                | Team Sunweb                     | + 0"       |
| 8è | Magnus Cort Nielsen             | Astana                          | + 0"       |
| 9è | Sonny Colbrelli                 | Bahrain-Merida                  | + 0"       |
| 10è | Jasper Stuyven                  | Trek-Segafredo                  | + 0"       |
| 11è | Michał Kwiatkowski              | Team Sky                        | + 0"       |
| 12è | Matti Breschel                  | EF Education First-Drapac       | + 0"       |
| 13è | Christophe Laporte              | Cofidis, Solutions Crédits      | + 0"       |
| 14è | Sacha Modolo                    | EF Education First-Drapac       | + 0"       |
| 15è | Marco Canola                    | Nippo-Vini Fantini-Europa Ovini | + 0"       |
| 16è | Edvald Boasson Hagen            | Dimension Data                  | + 0"       |
| 17è | Greg Van Avermaet               | BMC Racing Team                 | + 0"       |
| 18è | Nathan Haas                     | Katusha-Alpecin                 | + 0"       |
| 19è | Elia Viviani                    | Quick-Step Floors               | + 0"       |
| 20è | Maximiliano Richeze Araquistain | Quick-Step Floors               | + 4"       |